# 이토 시오리
이토 시오리(일본어: 伊藤 詩織, 1989년 ~ )는 일본의 언론인, 영화 감독이다.